# Norman Whiteside
Norman Whiteside (Belfast, 7 mei 1965) is een voormalig profvoetballer uit Noord-Ierland.

## Clubcarrière
Hij kwam tijdens zijn actieve carrière uit voor de Engelse clubs Manchester United (273 wedstrijden, 66 doelpunten) en Everton FC. Door blessureleed kwam op slechts 26-jarige leeftijd een einde aan zijn loopbaan.

## Interlandcarrière
Hij speelde in totaal 38 interlands, waarin hij negen keer scoorde. Tevens speelde hij voor zijn land Noord-Ierland op twee WK-eindronden: 1982 en 1986. Whiteside is de jongste speler die tijdens een eindronde van het WK voetbal in actie kwam. Hij nam het record over van de legendarische Pelé, toen hij met 17 jaar en 41 dagen debuteerde voor het nationale team tijdens het WK 1982 in Spanje. Dat was op 17 juni 1982 in het groepsduel tegen Joegoslavië (0-0).
| Interlanddoelpunten | Interlanddoelpunten | Interlanddoelpunten | Interlanddoelpunten            | Interlanddoelpunten | Interlanddoelpunten | Interlanddoelpunten | Interlanddoelpunten       |
| #                   | Datum               | Locatie             | Wedstrijd                      | Goal(s)             | Score               | Uitslag             | Wedstrijd                 |
| ------------------- | ------------------- | ------------------- | ------------------------------ | ------------------- | ------------------- | ------------------- | ------------------------- |
| 1                   | 21/09/1983          | Belfast             | Noord-Ierland – Oostenrijk     | 67'                 | 2 – 0               | 3 – 1               | EK-kwalificatie           |
| 2                   | 16/11/1983          | Hamburg             | West-Duitsland – Noord-Ierland | 49'                 | 0 – 1               | 0 – 1               | EK-kwalificatie           |
| 3                   | 13/12/1983          | Belfast             | Noord-Ierland – Schotland      | 17'                 | 1 – 0               | 2 – 0               | British Home Championship |
| 4                   | 12/09/1984          | Belfast             | Noord-Ierland – Roemenië       | 62'                 | 2 – 2               | 3 – 2               | WK-kwalificatie           |
| 5                   | 16/10/1984          | Belfast             | Noord-Ierland – Israël         | 3'                  | 1 – 0               | 3 – 0               | Vriendschappelijk         |
| 6                   | 01/05/1985          | Belfast             | Noord-Ierland – Turkije        | 44'                 | 1 – 0               | 2 – 0               | WK-kwalificatie           |
| 7                   | 01/05/1985          | Belfast             | Noord-Ierland – Turkije        | 54'                 | 2 – 0               | 2 – 0               | WK-kwalificatie           |
| 8                   | 03/06/1986          | Zapopan             | Noord-Ierland – Algerije       | 6'                  | 1 – 0               | 1 – 1               | WK-eindronde              |
| 9                   | 06/09/1989          | Belfast             | Noord-Ierland – Hongarije      | 89'                 | 1 – 2               | 1 – 2               | WK-kwalificatie           |